# سارلا لا كانيدا
سارلا لا كانيدا، (بالفرنسية: Sarlat-la-Canéda)‏، تنطق:(‎saʁ.la.la.ka.ne.da‏)، هي بلدية في إقليم دوردوني، في منطقة آكيتين الجديدة، في جنوب غرب فرنسا.

## معرض صور

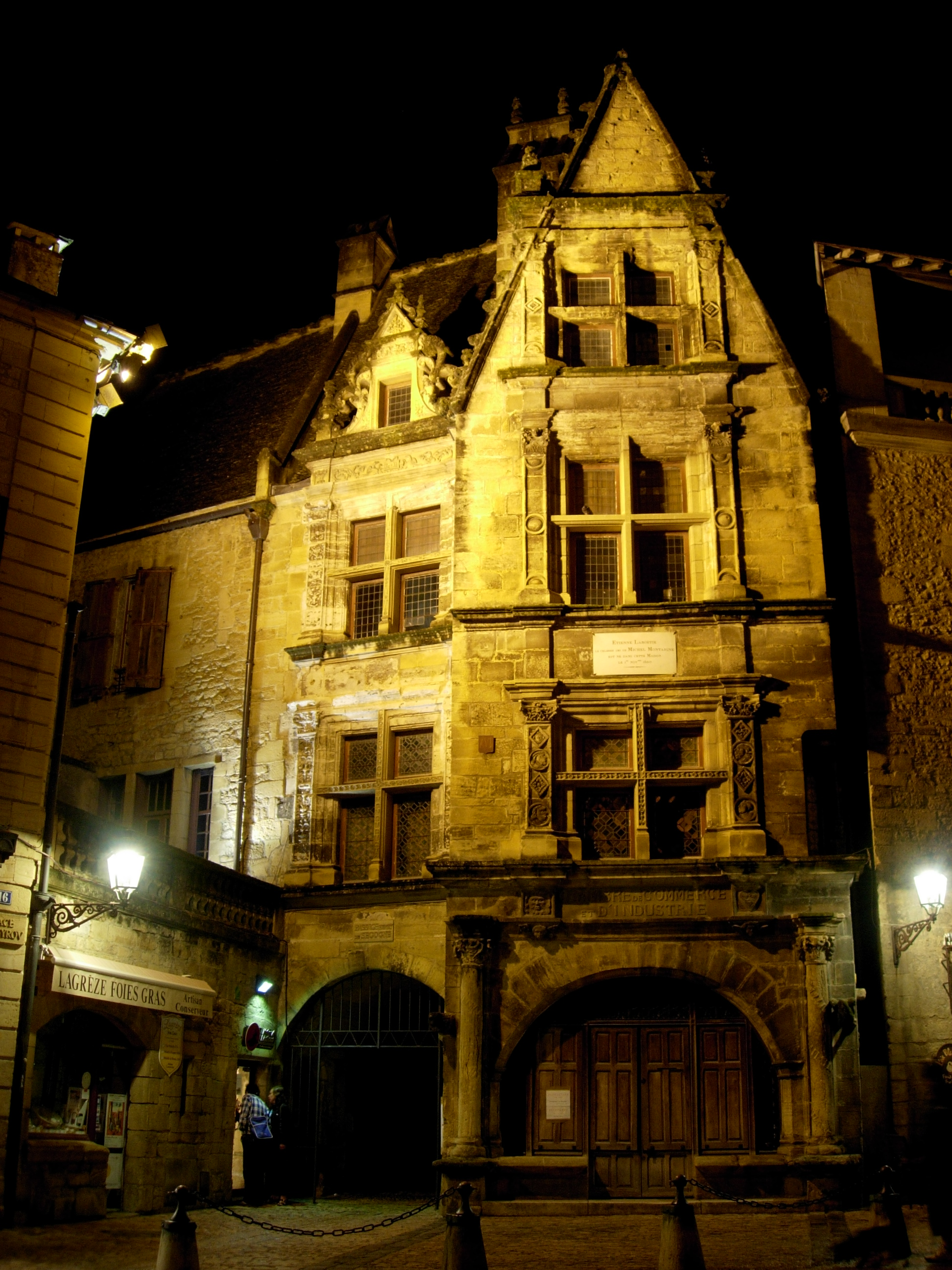
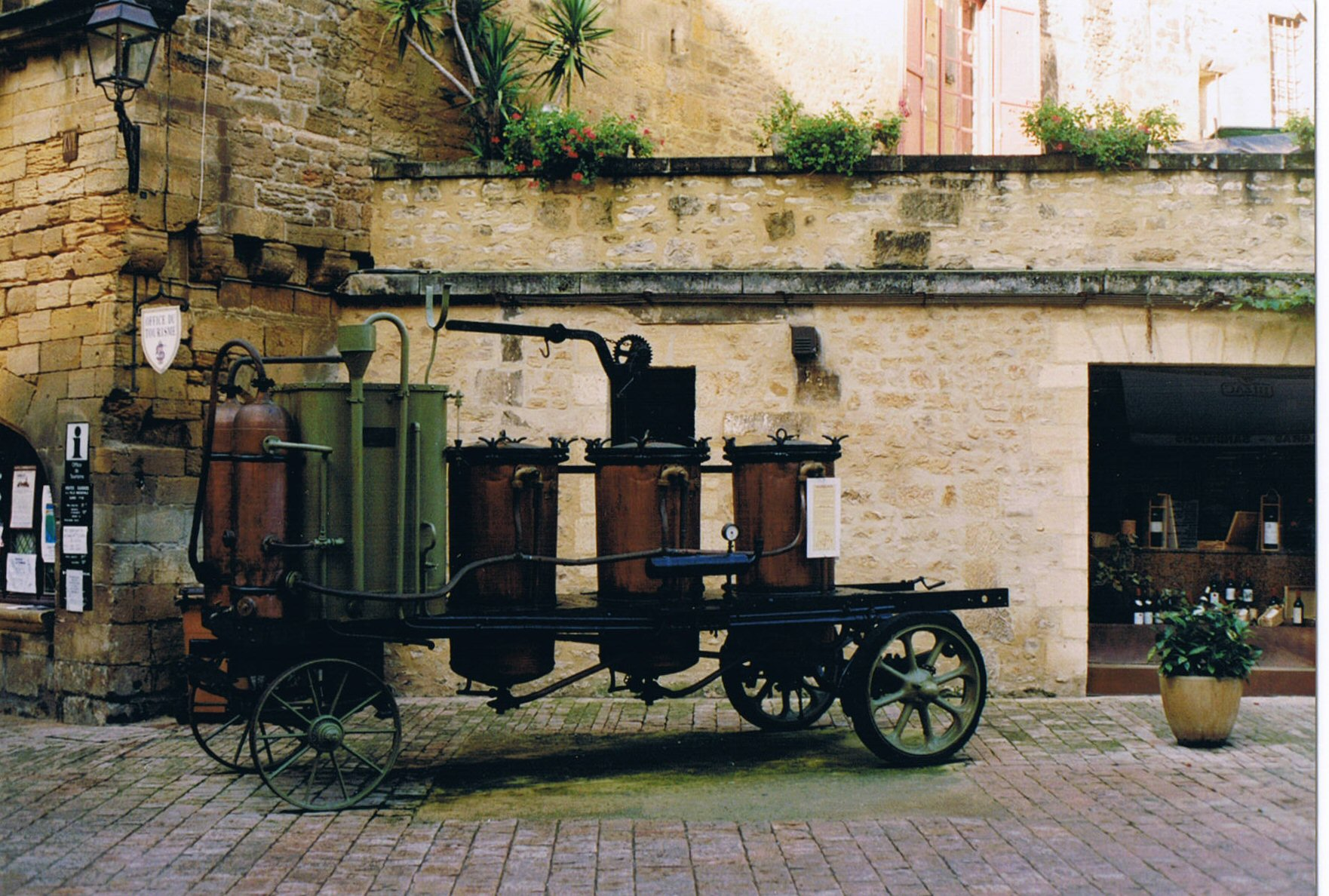
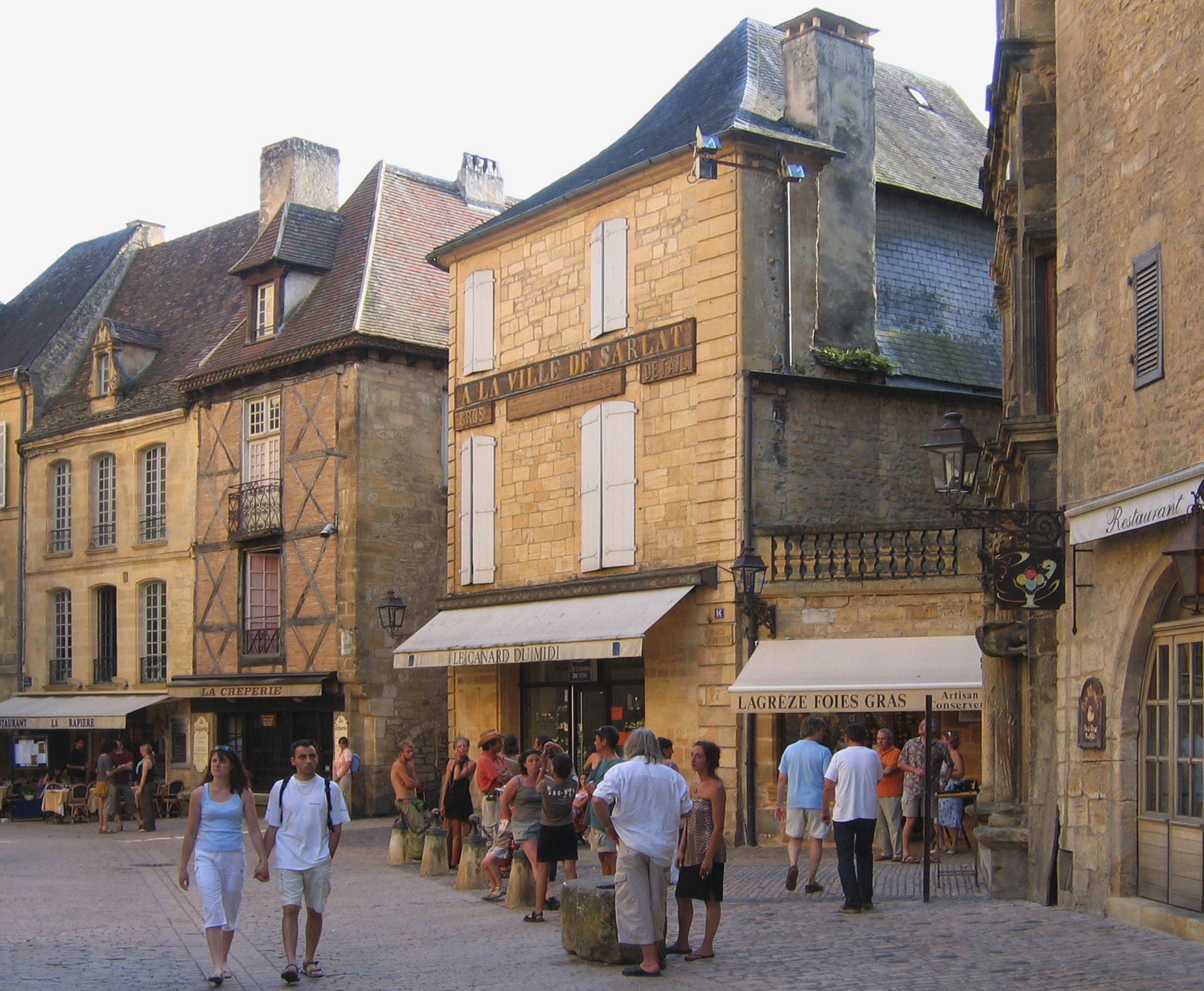
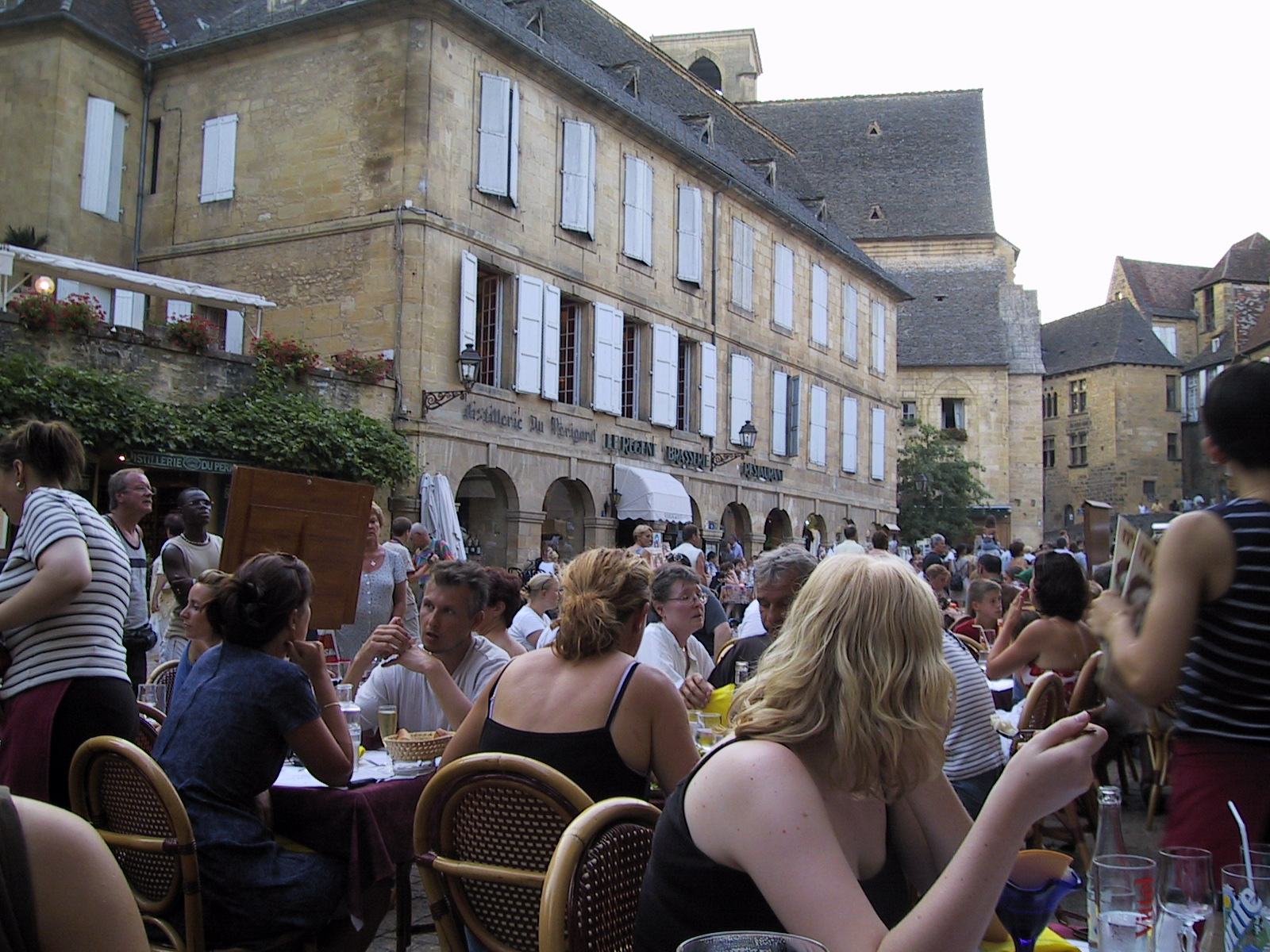

## أعلام
- ويليام كورلت
- غاي هاتشي
- أودري ألبي
- إيتيان دو لا بويسيه
- البان جوينل